# Modern Coach Factory
Modern Coach Factory (буквально рус. Современный вагонный завод) — вагоностроительный завод компании Indian Railways, располагающийся в городе Лалганж (англ., штат Уттар-Прадеш), недалеко от города Рай-Барели.
Завод является одним из трёх в Индии машиностроительных предприятий в области железнодорожной техники. Ещё один завод, Integral Coach Factory, находится в Ченнаи (штат Тамилнад), и другой, Rail Coach Factory (англ.), в Капуртхале (штат Пенджаб).
7 ноября 2012 года завод был торжественно открыт председателем Объединённого прогрессивного альянса Соней Ганди.

## История
Проект постройки завода был принят в дополнении к Бюджету индийских железных дорог (англ.) на 2006—2007 год. В феврале 2007 года Соня Ганди заложила первый камень во время церемонии начала стройки завода, а в апреле 2007 года было начато выделение земельного участка для реализации проекта. Однако, в 2008 году, после победы партии Бахуджан самадж на выборах в парламент штата Уттар-Прадеш 2007 года (англ.), новое правительство штата под руководством Главного министра штата (англ.) Маявати отменило выделение земли, тем самым остановив строительство. Верховный суд штата (англ.) разрешил продолжать реализацию проекта после предоставления протокола проведения общественных слушаний (англ.). В январе 2009 года, снова в присутствии Сони Ганди, строительство завода было возобновлено. В том же месяце Indian Railways подписала соглашение об аренде земли на 99 лет с правительством штата Уттар-Прадеш (англ.). Задержка привела к удорожанию проекта с первоначальных 16,85 млрд до 25 млрд рупий.
Изначально завод назывался «Rail Coach Factory, Raebareli», затем название было изменено на «Modern Coach Factory, Raebareli».

## Общие сведения

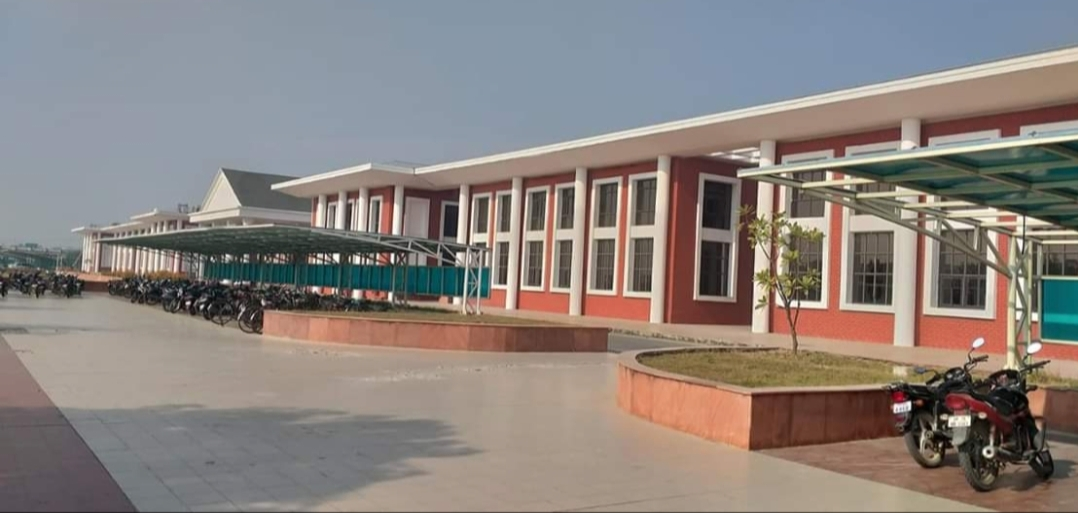
Здание управления заводом

Завод занимает общую площадь в 541 гектар, 283 из которых выкуплены у частных лиц. Заказчиком строительства от имени Indian Railways была компания Rail Vikas Nigam, непосредственно строительными работами занималась Ircon International (англ.).
В качестве компенсации семьям затронутым в процессе отчуждения земель было предоставлено 1450 рабочих мест, также ожидается, что подразделение Northern Railways в регионе Лакхнау создаст ещё 1000 рабочих мест по мере выхода завода на проектную мощность. Завод соблюдает строгие нормы контролю за загрязнением окружающей среды по ограничению загрязнения воздуха и слива масел и использует системы нейтрализации дыма и сточных вод.

## Производство
Ожидается, что завод будет производить 1000 вагонов типа LHB (англ.) ежегодно.
Согласно Бюджету индийских железных дорог на 2013 год на Modern Coach Factory будут производиться вагоны типа LHD модель «Анубхути» (англ.), но модернизированные до современного уровня, которые будут отличаться наличием мягких кресел с эргономичным дизайном, ЖК-телевизоров, модульных туалетов и стильными интерьерами. Эти вагоны будут постепенно вводиться в эксплуатацию на линия Шатабди Экспресс и Раджани Экспресс.
Количество выпущенных вагонов по годам, шт:
- 2011-12: 18
- 2012-13: 70
- 2013-14: 130
- 2014-15: 140
- 2015-16: 285
- 2016-17: 576
- 2017-18: 711
- 2018-19: 1425
- 2019–20: 1920
- 2020–21: 1360